# Tovarnik
Tovarnik – wieś w Chorwacji, w żupanii vukowarsko-srijemskiej, w gminie Tovarnik. W 2011 roku liczyła 1916 mieszkańców.